# TCP connect scan
In informatica e telecomunicazioni il TCP connect() scan è un tipo di scansione in cui la chiamata di sistema connect() fornita dal sistema operativo di chi effettua la scansione, è usata per aprire una connessione ad ogni porta interessante sulla macchina di destinazione. In questo tipo di scansione, l'attaccante invia alla vittima un segmento TCP con flag SYN attivo.
Se la porta obiettivo della scansione risulterà aperta, l'attaccante riceverà in risposta un pacchetto TCP con i flag SYN e ACK attivi a cui risponderà con un pacchetto TCP con flag ACK attivo, altrimenti se la porta risulterà chiusa, riceverà un pacchetto TCP con flag RST attivo che terminerà la connessione. In altre parole, se la porta vittima della scansione è in ascolto, la chiamata di sistema connect() avrà luogo e l'handshake verrà completato, in caso contrario la porta non sarà raggiungibile.

## Altri tipi di scan
- SYN scan
- ACK scan
- NULL scan
- FIN scan
- XMAS scan
- idle scan
- IP protocol scan